# Talcher

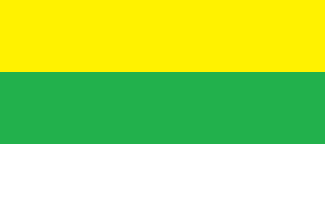
Talchers flagga.

Furstendömet Talcher ombildades efter den indiska självständigheten 1947 till en del av det nya distriktet Angul, tillsammans med furstendömena Athmallik och Pal Lahara.